# Microsoft
Microsoft Corporation je americká akciová nadnárodní společnost se sídlem v Redmondu ve státě Washington. Zabývá se vývojem, výrobou, licencováním a podporou široké škály produktů a služeb, které jsou spjaté především s počítači. Byla založena 4. dubna 1975 za účelem vývoje a prodeje interpretů BASIC pro Altair 8800, poté ale začala v polovině osmdesátých let dominovat trhu s operačními systémy pro domácí počítače se systémem MS-DOS, který následovala série operačních systému Microsoft Windows. Časem Microsoft převzal i vedení na trhu s kancelářskými programy, kde mu k tomu pomohl Microsoft Office. Společnost se později zaměřila také na herní průmysl, kde jejími nejvýznamnějšími produkty byly a jsou Xbox, Xbox 360 a Xbox One, Xbox Series X a Series S; na spotřební elektroniku a digitální služby se Zune, MSN a Windows Phone. Následující vzrůst akcií z initial public offeringu udělal ze čtyř zaměstnanců Microsoftu miliardáře a asi z dvanácti tisíc milionáře. V květnu 2011 Microsoft zakoupil za 8,5 miliardy dolarů společnost Skype Communications. V roce 2016 provedla akvizici společnosti LinkedIn. V roce 2022 byla založena divize zaměřující se na herní produkty pod názvem Microsoft Gaming a v roce 2023 získala společnost Activision Blizzard, která se specializovala taktéž na videohry.
Především v devadesátých letech byla společnost kritizována za užívání monopolistických obchodních postupů a protikonkurenčních strategií, jako je skupinový bojkot, vázání produktů, neodůvodněné omezování užívání softwaru nebo používání klamných marketingových taktik. Jak Ministerstvo spravedlnosti Spojených států amerických, tak Evropská komise shledaly společnost vinnou z porušení antimonopolních zákonů.

## Historie

### 1975 – vznik společnosti
Paul Allen a Bill Gates, přátelé z dětství s vášní pro programování, hledali v sedmdesátých letech příležitost k založení úspěšného podniku, ve kterém by využili své společné dovednosti.[zdroj?] Časopis Popular Electronics ve vydání z ledna 1975 obsahoval recenzi na mikropočítač Altair 8800 od společnosti Micro Instrumentation and Telemetry Systems (MITS). Allen navrhl, že by mohli pro mikropočítač naprogramovat interpreter, navrhli to této společnosti a MITS si od nich tedy vyžádala prezentaci softwaru. Protože žádnou prezentaci ještě neměli, Allen začal pracovat na simulátoru pro Altair, zatímco Gates vyvíjel interpreter. Přestože, v březnu 1975 v Albuquerque, ukázali zástupcům společnosti MITS ukázku pouze na simulátoru,[zdroj?] interpreter pracoval bezchybně, a proto se MITS rozhodla distribuovat ho a pod obchodním názvem Altair BASIC. Microsoft byl oficiálně založen 4. dubna 1975 s Billem Gatesem jako ředitelem, tj. CEO. Podle článku časopisu Fortune z roku 1995 jméno Micro-Soft (software pro mikropočítače) vymyslel Allen. V srpnu 1977 společnost uzavřela dohodu s japonským časopisem ASCII, kterou založila první mezinárodní pobočku, nazvanou ASCII Microsoft. V lednu 1979 se společnost Microsoft přestěhovala do washingtonského Bellevue.

### 1980 – MS-DOS
V roce 1980 Microsoft vstoupil na trh operačních systémů se svou vlastní verzí Unixu, nazvanou Xenix, ale byl to později až systém DOS, který dostal společnost do čela lídrů softwarového trhu. V listopadu 1980 společnost IBM, poté, co proběhlo neúspěšné vyjednávání se společností Digital Research, nabídla Microsoftu smlouvu na operační systém CP/M, který chtěla použít na jejím počítači IBM Personal Computer. Poté Microsoft koupil od společnosti Seattle Computer Products klon systému CP/M, 86-DOS, který přejmenoval na MS-DOS a IBM ho později přejmenovala na PC DOS. Po uvedení počítače IBM PC v srpnu 1981 na trh si Microsoft ponechal vlastnictví systému MS-DOS a následně se Microsoft stal největším distributorem obchodu s počítačovými operačními systémy. V roce 1983 rozšířovala společnost svůj vliv dále i díky, po uvedení na trh, počítačové myši Microsoft Mouse a založení nakladatelské divize Microsoft Press. V únoru 1983 Allen od společnosti odešel, poté, co zjistil, že má Hodgkinovu nemoc.

### 1985 – Windows
Při společném vývoji nového operačního systému OS/2 s IBM, Microsoft vydal 16bitové Microsoft Windows, grafickou extenzi pro MS-DOS, v listopadu 1985.
V únoru 1986 společnost přemístila své sídlo do nedalekého Redmondu ve státě Washington, kde se v březnu téhož roku stala akciovou společností. Následující vzrůst akcií z uvedení akcií na burzu (initial public offering) udělal ze čtyř zaměstnanců Microsoftu miliardáře a asi z dvanácti tisíc zaměstnanců milionáře, protože byli odměňováni částečně akciemi firmy. Kvůli partnerství s IBM se v roce 1990 začala Federální obchodní komise zaměřovat na Microsoft kvůli možné tajné dohodě. Tím začalo více než deset let právních sporů s americkou vládou. V dubnu 1987 Microsoft vydal systém OS/2 OEM výrobcům, zatímco pokračoval v práci na 32bitovém systému Windows NT (New Technology), který použil některé funkce z OS/2 a na trh se dostal v létě 1993 s novým modulárním jádrem (kernelem) a s uživatelským rozhraním Windows API, což pomohlo převést programy z 16bitových systémů na 32bitové. Poté, co Microsoft informoval IBM o novém systému, partnerství mezi firmami začalo upadat.

### 1990 – Microsoft Office
V roce 1990 uvedl na trh Microsoft svůj kancelářský balík programů, zvaný Microsoft Office, do kterého patřily programy pro několik různých kancelářských aktivit, například Microsoft Word nebo Microsoft Excel. V květnu 1990 Microsoft spustil rozhraní Windows 3.0 s aerodynamickou grafikou uživatelského rozhraní a větší schopností chráněného režimu pro procesory Intel 80386. Jak Office, tak Windows ovládly trh. Konkurent v oblasti Wordu, Novell, podal později žádost k soudu, ve které si stěžoval na to, že Microsoft nechal část API nezdokumentovanou, aby získal konkurenční výhodu a zneužil tak svou dominanci.

### 1993 – Windows NT
V roce 1993 byla vydána první verze 32bitového systému Windows NT, jehož řada poté vedla (mimo další verze) k Windows XP i současným Windows 11. Windows NT podporovaly jako první systém od firmy Microsoft skutečný preemptivní multitasking a ochranu paměti.

### 1995 – Windows 95 a Internet
V květnu 1995 Microsoft začal měnit své nabídky a rozšiřovat působení svých produktů do oblastí počítačových sítí a internetu (World Wide Webu). V srpnu 1995 vydala společnost operační systém Windows 95 s preemptivním multitaskingem, kompletně novým uživatelským rozhraním s nabídkou Start MSN a pro OEM výrobce také s prohlížečem Internet Explorer. V prodejních krabicích se prohlížeč nenacházel, protože když se dostaly do oběhu, tak prohlížeč ještě nebyl hotov, a tak byl zahrnut až v balíčcích Windows 95 Plus!. V roce 1996 se Microsoft rozšířil ještě do dalších odvětví, když se společností NBC Universal vytvořil zpravodajskou televizní stanici MSNBC. Ještě ve stejném roce společnost vydala operační systém Windows CE, který byl určen pro zařízení s nízkou pamětí, například PDA. V roce 1997 zažalovalo Ministerstvo spravedlnosti USA Microsoft u federálního soudu pro porušení prohlášení z roku 1994 s tím, že Microsoft prodával Internet Explorer pouze v balíčku s operačním systémem Windows.

### 2001 – Windows XP a Xbox
13. ledna 2000 Bill Gates odstoupil ze své funkce CEO, kterou přenechal svému příteli z vysoké školy Stevu Ballmerovi, který pracoval pro Microsoft už od roku 1980. Gates pro sebe vytvořil novou pozici, když se stal hlavním softwarovým architektem. V roce 1999 se společnost přidala k alianci Trusted Computer Group, která se zaměřila na zlepšení bezpečnosti a zabezpečení duševního vlastnictví identifikováním změn v hardwaru a softwaru. To se nelíbilo kritikům, kteří Microsoftu vytýkali, že to poškozovalo konkurenci a diskriminovalo zákazníky. V dubnu 2000 bylo ukončeno soudní řízení mezi Spojenými státy a společností Microsoft, jehož finální verdikt zněl, že Microsoft je nezákonným monopolem, a celá záležitost byla s Ministerstvem spravedlnosti vyřešena v roce 2004.
V říjnu 2001 vydala společnost operační systém Windows XP a později téhož roku také herní konzoli Xbox, čímž vstoupila na nový herní trh, jemuž dosud dominovaly společnosti Sony a Nintendo. V březnu 2004 začala Evropská komise antimonopolní soudní řízení proti společnosti s tím, že zneužila svého postavení na trhu s operačními systémy, což vyústilo v pokutu o výši 613 milionů dolarů a zákaz vydání balíčku Windows XP s programem Windows Media Player.

### 2007–2011 – Vista, Windows 7, cloud computing
V lednu 2007 byl vydán operační systém Windows Vista s novými funkcemi, lepší bezpečností a novým stylem uživatelského rozhraní, nazvaným Windows Aero. Microsoft Office 2007, který byl vydán ve stejnou dobu, zase obsahoval nový styl charakteristický pásem ovládacích karet Ribbon, který jej význačně odlišil od jeho předchůdců. Relativně velké prodeje obou produktů pomohly společnosti zaznamenat rekordní profit v roce 2007. Evropská unie pak požadovala od společnosti další pokutu, tentokrát 1,4 miliardy dolarů za to, že od svých rivalů požadovala nemyslitelné částky výměnou za klíčové informace o síťovém operačním systému Microsoft SQL Server a také o systému BackOffice Server.
V červnu 2008 Gates odešel z funkce hlavního softwarového architekta, ale ponechal si všechny své ostatní funkce a stal se poradcem klíčových projektů společnosti. V říjnu 2008 vstoupila společnost do cloud computingu s platformou Windows Azure. V říjnu 2009 se společnost rozhodla expandovat založením vlastního řetězce maloobchodů zvaných Microsoft Store, jehož první pobočka, v arizonském Scottsdale, byla otevřena v den vydání nového operačního systému Windows 7. Při vývoji nového operačního systému se soustředil především na odstranění chyb Visty a zrychlení práce systému místo celkového předělávání OS Windows.
V březnu 2011 se Microsoft stal zakládajícím členem organizace Open Networking Foundation, společně se společnostmi jako jsou Google, Yahoo nebo Verizon. Organizace se zabývá podporou nového způsobu cloud computingu, který je nazván Software-Defined Networking. Snaží se o urychlení inovací spojených se softwarovými změnami telekomunikačních a bezdrátových sítí, datových center a dalších networkingových oblastí.

### 2012–2013 – Windows 8, Nokia, Minecraft
V roce 2012 byl vydán operační systém Windows 8 bez nabídky start, s novým stylem uživatelského rozhraní, nazývaným Metro a novými moderními aplikacemi. Na podzim 2013 byla vydána opravná verze s názvem Windows 8.1 s opravenými chybami.
V září 2013 koupil Microsoft telefonní divizi (Nokia Devices & Services) společnosti Nokia za 7 miliard dolarů. Dne 15. září 2014 Microsoft oficiálně oznámil odkoupení společnosti Mojang, která stojí za vývojem a distribucí hry Minecraft, za 2,5 miliardy dolarů. Mojang tak tehdy spadalo pod bývalou divizi společnosti Microsoft Studios nyní (2025) Xbox Game Studios.

### 2014–2020 – Windows 10
Na podzim roku 2014 Microsoft představil Windows 10, který byl vydán 29. července 2015. V listopadu pak byl vydán první balíček vylepšení s názvem November Update. 24. února 2016 koupil Microsoft firmu Xamarin, která stála za vývojem .NET/C# pro jiné platformy (Mac OS, iOS, Android) a v jejímž čele stojí známý open-source vývojář Miguel de Icaza.

### 2021 – Windows 11
Dne 24. června 2021 Microsoft oznámil přípravu operačního systému Windows 11. Vydání operačního systému proběhlo 5. října 2021.

### 2022 – 2025
Dne 18. ledna 2022 společnost Microsoft oznámila akvizici amerického vývojáře videoher a holdingové společnosti Activision Blizzard. Activision Blizzard byl nejvíce známý produkcí, mezi které patří mimo jiné Warcraft, Diablo, Call of Duty, StarCraft, Candy Crush Saga, Crash Bandicoot, Spyro, Tony Hawk's, Guitar Hero a Overwatch.
Dne 23. ledna 2023 společnost Microsoft oznámila novou víceletou investiční dohodu s vývojářem ChatGPT, společností OpenAI.
V červnu 2023 společnost Microsoft vydala službu Azure Quantum Elements pro spouštění molekulárních simulací a výpočtů ve výpočetní chemii a materiálových vědách s využitím kombinace umělé inteligence, vysoce výkonných a kvantových výpočtů. Součástí služby byl Copilot, nástroj pro tvorbu modelů ve velkých jazykech založený na GPT-4. 
V lednu 2024 společnost Microsoft oznámila nabídku předplatného umělé inteligence pro malé firmy prostřednictvím Copilot Pro. 
Dne 28. února 2025 společnost Microsoft oznámila, že Skype bude 5. května 2025 ukončen, aby se zefektivnil vývoj a více zaměřil na platformu Microsoft Teams, která byla doporučena jako nástupce původní aplikace Skype. 

## Produkční divize
Ve fiskálním roce 2010 měla společnost hned pět produkčních divizí: Windows & Windows Live Division, Server and Tools, Online Services Division, Microsoft Business Division a Entertainment and Devices Division.

### Windows & Windows Live Division,Server and ToolsaOnline Services Division
Divize Windows a Windows Live vyrábí vlajkové operační systémy, jako například Windows 7, dále také poskytuje služby Windows Live. Divize serverů a nástrojů vyrábí serverové verze Windowsu, jako například Windows Server 2008 R2, stejně tak i sadu vývojových nástrojů Microsoft Visual Studio, Microsoft Silverlight, struktury webových aplikací a System Center Configuration Manager, který poskytuje dálkové ovládání, správu patchů, distribuci softwaru nebo inventuru softwaru a hardwaru. Mezi další serverové výrobky patří Microsoft SQL Server, který spravuje relační databázi, Microsoft Exchange Server pro obchodní e-maily a kalendáře, Windows Small Business Server pro komunikaci a další malé obchodní funkce a Microsoft BizTalk Server pro procesní řízení.
Microsoft také poskytuje IT poradnu a vyrábí sadu certifikačních programů Microsoft Certified Professional od divize Server and Tools pro jedince, kteří jsou jen málo zdatní ve specifické roli – jedná se o vývojáře, systémové nebo síťové analytiky, instruktory a administrátory. Divize serverů a nástrojů také spravuje knižní nakladatelství Microsoft Press. Divize online služeb má na starosti službu MSN a vyhledávač Bing. V prosinci 2009 společnost také měla 18procentní vlastnictví zpravodajské TV stanice MSNBC, ze které divize online služeb spravuje, společně se spoluvlastníkem stanice, firmou NBC Universal, pouze webovou stránku msnbc.com.

### Business Division
Obchodní divize Microsoftu vyrábí kancelářské programy Microsoft Office, kam patří textový editor Microsoft Word, program relační databáze Microsoft Access, tabulkový procesor Microsoft Excel, groupware Microsoft Outlook, často používaný společně s Microsoft Exchange Serverem, prezentační software Microsoft PowerPoint a program na desktop publishing Microsoft Publisher. S vydáním verze z roku 2003 přibyly také Microsoft Visio, Microsoft Project, Microsoft OneNote, Microsoft MapPoint a Microsoft InfoPath. Divize dále nabízí enterprise resource planning pod značkou Microsoft Dynamics. Zájem o tyto programy mají společností různých typů a z různých zemí, ale musí mít méně než 7 500 zaměstnanců. Pod značkou Dynamics se také skrývá program na řízení vztahů se zákazníky, který je částí Windows Azure Platform.

### Entertainment and Devices Division
Divize zábavy a zařízení vyrábí operační systém Windows CE pro vestavěné systémy a Windows Phone 7 pro smartphony. Na trh mobilních telefonů se Microsoft dostal vydáním Windowsu CE pro mobilní zařízení, z čehož se časem vyvinuly operační systémy Windows Mobile a Windows Phone 7. Windows CE je určen zařízením, kde operační systém není pro uživatele přímo viditelný, jako např. ve spotřebičích nebo automobilech. Divize také vyrábí počítačové hry pro počítače s Windows, jako například Age of Empires nebo Microsoft Flight Simulator, dále sdílí střechu s obchodní divizí MacIntoshe, která vyrábí programy pro Mac OS, například Microsoft Office 2008 for Mac. Divize dále navrhuje, vyrábí a prodává spotřební elektroniku, včetně herní konzole Xbox 360, kapesního přehrávače Zune a televizní internetové služby MSN TV. Také prodává myši, klávesnice a různé herní ovladače, např. joysticky nebo gamepady.

### Nokia Devices & Services
Divize společnosti Nokia odkoupená společností Microsoft Corporation za 7 miliard dolarů. Microsoft tímto nákupem získal několik stovek patentů a další jiné služby již rozpůlené společnosti Nokia. Nokia (jejím zástupcem je dceřiná společnost společnosti Microsoft Corporation – Microsoft Mobile Oy) se tedy rozdělila na dvě části. Jedna (Nokia Devices & Services) je ve vlastnictví společnosti Microsoft Corporation, druhá část jsou zbylé služby společnosti Nokia, jako jsou mapové služby HERE. Název Nokia z telefonů, produkovaných společností Microsoft, nadobro zmizel – nyní je to jen a pouze Lumia (například ve Windows Phone Store se změnila kategorie Nokia collection na Lumia collection).

## Kultura
Technické manuály pro vývojáře a články různých časopisů Microsoftu, jako např. Microsoft Systems Journal, jsou přístupny přes síť MSDN, která také nabízí předplatné pro společnosti nebo osoby, z nichž ty dražší nabízí také přístup k nevydaným betaverzím softwaru od Microsoftu. V dubnu 2004 spustil Microsoft komunitní stránku pro vývojáře a uživatele, zvanou Channel 9, která obsahuje wiki a internetovou diskusi. Další komunitní stránka, která poskytuje každodenní videocasty a další služby, zvaná On10.net, byla spuštěna v březnu 2006. Technická podpora zdarma je tradičně dostupná přes Usenetové skupiny, které monitorují zaměstnanci Microsoftu. Na každý produkt se může vztahovat několik takových skupin. Nejvíce pomáhající lidé pak mohou být oceněni zaměstnanci Microsoftu statusem Microsoft Most Valuable Professional, což jim kromě speciálního sociálního postavení dává také možnost výhry ocenění a další výhody.
Microsoft je také známý svým interním lexikonem. Výraz eating our own dog food znamená, že společnost se před vydáním snaží otestovat programy „na vlastní kůži“, ve vlastní firmě a v opravdových situacích. Dalším příkladem firemního slangu je zkratka FYIFV, znamenající Fuck You, I'm (Fully) Vested, což vyjadřuje finanční nezávislost zaměstnance, a také to, že si může do práce chodit, jak chce. Společnost je také známá originálním přístupem k přijímání nových zaměstnanců, který jiné společnosti napodobují, a který je zvaný Microsoft interview a obsahuje například i (zdánlivě) nepodstatné otázky, jako např. „Proč jsou poklopy od kanálů (a podobných děr) kulaté?“
Microsoft je upřímným odpůrcem limitů amerického víza H-1B, které omezuje společnosti v najímání určitých pracovníků ze zahraničí. Bill Gates tvrdí, že limit ztěžuje společnostem najmout cizí zaměstnance, a že by se ho zbavil už v roce 2005. Obhájci víza H-1B mu ale oponují, že zahraniční pracovníci berou práci americkým občanům ve prospěch levné zahraniční pracovní síly.

## Firemní záležitosti
Společnost řídí představenstvo většinově z nečlenů, což je u akciových společností obvyklé. K červnu 2010 tam patří Steve Ballmer, Bill Gates, Dina Dublon a Raymond Gilmartin z Harvardovy univerzity, bostonský podnikatel Reed Hastings, Maria Klawe z Harvey Mudd College, zakladatel firmy August Capital David Marquardt, CFO Bank of America Charles Noski a bývalý prezident BMW Helmut Panke. Členové představenstva jsou voleni každý rok na setkání akcionářů. V představenstvu je pět komisařů, kteří dohlíží na specifické záležitosti – kontrolní komisař, dohlížející na účetní záležitosti a jejich hlášení, kompenzační komisař, který schvaluje výplaty zaměstnancům, finanční komisař, který se stará o finanční záležitosti, jako sloučení nebo koupě, dozorčí a nominovací komisař, který kromě jiného má na práci nominaci do představenstva, a antimonopolní komisař, který se snaží zabránit společnosti v porušování antimonopolních zákonů.
Když se v roce 1986 Microsoft stal akciovou společností a spustil svůj initial public offering (IPO), počáteční cena akcií byla 21 dolarů, ale skončila na 27,75 dolarech. K červenci 2010 by kvůli devíti dělením stála jedna akci z IPO devět centů. Cena akcií dosáhla svého vrcholu v roce 1999 na 119 dolarech. V lednu 2003 začala společnost nabízet dividenda, jehož hodnota stále stoupá, ale cena akcií zůstává stálá.
Jednou z obchodních strategií Microsoftu je tzv. emabrace, extend and extinguish, která se nejprve soustředí na vývoj produktu, poté ho vydá na veřejnost s tím, že se mohou vyskytnout problémy s kompatibilitou, které tak vyřadí ostatní konkurenci, která nepoužívá, nebo nemůže používat nejnovější verzi od Microsoftu. Různé společnosti nebo také vlády Microsoft za tuto taktiku žalují, čemuž se Microsoft brání tím, že se nejedná o anti-konkurenční taktiku, ale o způsob doručování zákazníkům přesně to, co potřebují.

### Finance
Žebříčky společností Standard & Poor's a Moody's oba zařadily Microsoft s hodnocením AAA mezi nejstabilnější a nejspolehlivější společnosti. Majetek Microsoftu byl přitom odhadnut na 41 miliard dolarů, zatímco jeho nekryté dluhy pouze 8,5 miliardy dolarů. Následně, v únoru 2011, vydala společnost dluhopis s hodnotou až 2,5 milionu dolarů s relativně nízkými úroky v porovnání se státními dluhopisy.
V prvním čtvrtletí roku 2011 poprvé po dvaceti letech překonal Apple Microsoft jak v profitech, tak v obratu, díky snížení poptávky o počítače a velkým ztrátám divize online služeb, která provozuje také vyhledávač Bing. Zatímco profit Microsoftu dosahoval 5,2 miliard dolarů a obrat 14,5 miliard, profit Applu byl 6 miliard dolarů a obrat 24,7 miliard.
Divize online služeb je prodělečná už od roku 2006 a v prvním čtvrtletí roku 2011 prodělala hned 726 milionů dolarů. Za celý rok 2010 toto číslo činilo 2,5 miliardy dolarů.

### Životní prostředí
Organizace Greenpeace umístila Microsoft na sedmnácté místo při porovnávání osmnácti výrobců elektroniky s ohledem na přístup k toxickým chemikáliím, recyklaci a globálnímu oteplování. Microsoft plánuje vyřadit bromované zpomalovače hoření (BFR) a ftaláty v roce 2012, ale ještě neví, kdy vyřadí polyvinylchlorid (PVC), který, společně s BFR obsahuje každý jeho výrobek.
Hlavní americký kampus Microsoftu dostal v roce 2008 stříbrné ocenění od programu LEED. Dále instaloval na svém kampusu v Silikonovém údolí dva tisíce solárních panelů, které vygenerují až 15 procent elektřiny pro všechna zázemí společnosti.
Společnost využívá alternativních zdrojů v dopravě, kde vytvořila jeden z největších soukromých autobusových systémů, zvaný Connector, pro dopravu na kampusech pak využívá Shuttle Connect, velkou flotilu hybridních automobilů. Za účelem motivace Microsoft podporuje také regionální veřejnou dopravu. V únoru 2010 ale společnost zaujala negativní postoj vůči přidání pruhů pro veřejnou dopravu a dopravní prostředky s velkým počtem míst na most spojující Redmond a Seattle, který brzo nahradí Evergreen Point Floating Bridge, jelikož nechce dále zdržovat konstrukci mostu.

### Marketing
V roce 2004 Microsoft pověřil výzkumné firmy, aby provedly nezávislé studie porovnávající celkové náklady na pořízení a držení (TCO) systémů Windows Server 2003 a Linux. Firmy zjistily, že Windows je snadněji spravovatelný než Linux, takže ti, používající Windows mohou spravovat rychleji, což vyústí v nižší ceny pro jejich společnost, např. nižší TCO. Tato studie začala vlnu podobných výzkumů, Yankee Group například zjistila, že přepnutí ze starší verze Windows Serveru na novější stojí pouze zlomek ceny přepnutí z Windows Serveru na Linux, přestože zúčastněné společnosti zajímala větší bezpečnost a spolehlivost Linux serverů a obávaly nutnosti používat pouze výrobky od Microsoftu. Další studie, kterou provedla organizace OSDL, tvrdila, že studie Microsoftu byla už prošlá a jednostranná, a že Linux má nižší TCO, jelikož administrátoři na něm spravují průměrně více serverů apod.
Jako část kampaně Get the Facts společnost upozornila, že obchodovací platforma .NET byla vyvinuta ve spolupráci s Accenture pro London Stock Exchange, a tvrdila že platforma nabízí vysokou spolehlivost. Po dlouhém prostoji a nespolehlivosti v roce 2009 londýnská burza oznámila, že se další rok přepne z Microsoftu na Linux.
V roce 1987 Microsoft převzal tzv. Pac-Manovské logo, které vytvořil Scott Baker, který prohlašoval, že řez mezi písmeny o a s zvýrazňuje část jména soft a vyjadřuje pohyb a rychlost. Dave Norris poté zahájil interní kampaň, ve které chtěl obhájit staré logo a nabízel jeho zelenou podobu s pestrým písmenem o, která ale byla zrušena. Další logo, se sloganem Váš potenciál, naše vášeň, je založeno na sloganu, který společnost používala v roce 2008. Logo ale spustila v USA už v roce 2002, společně s novou reklamní kampaní, kde nový slogan nahradil hlášku Kam chcete dnes? Při soukromé konferenci v roce 2010 společnost odhalila nový slogan Buď co je příští a oznámil, že do budoucna plánuje nové.

## Software
Microsoft nabízí a nabízel velmi širokou škálu programového vybavení, které je ve světě široce používáno:
- Microsoft Windows – klíčovým produktem jsou graficky orientované operační systémy, které jsou dodávány pod značkou Microsoft Windows.
- Microsoft Windows Server – serverová řada Windows založená Windows NT 3.5, která dnes existuje jako samostatná řada operačních systémů pod označením Windows Server. V roce 2025 byl nejnovější systém nazvaný Windows Server 2025.
- Microsoft Windows Mobile – byla speciální upravená verze Windows pro přenosná zařízení většinou s procesorem ARM koncipovaná jako chytrý telefon (Smartphone) nebo PDA. Windows Mobile byly původně nasazovány zejména do zařízení malých rozměrů o velikosti dlaně lidské ruky (kapesní přístroj).
- Microsoft Windows Embedded – řada Windows vycházející ze systémů
  - Windows CE – byl systém pro středně výkonný HW pro ovládání zařízení nebo do přístrojů pro sběr dat.
  - Windows XP Embedded / Windows 2000 Embedded – byla speciální řada Windows upravena do modulární podoby s možností výběru komponent a ovladačů.
- Microsoft Office je sada aplikací, určených pro kancelářskou práci. Sada Microsoft Office obsahuje:
  - Microsoft Word – textový editor.
  - Microsoft Excel – tabulkový kalkulátor.
  - Microsoft PowerPoint – program pro vytváření prezentací.
  - Microsoft Outlook – program pro správu kontaktů, e-mailů, kalendáře a úkolů.
  - Microsoft Access – program pro správu databází.
  - Microsoft Publisher–  textový a grafický editor.
  - Microsoft OneNote – poznámkový blok.
  - Dále Microsoft nabízí 1 TB na svém cloudovém úložišti OneDrive a funkci využívání umělé inteligence AI pro aplikace Office.
- Microsoft Works – byla jednodušší varianta sady Office pro domácnosti, prodávala se prakticky jen v OEM podobě s novými PC a notebooky.
- Windows Internet Explorer – zastaralý webový prohlížeč, původně známý pod názvem Microsoft Internet Explorer.
- Microsoft Edge – nástupce webového prohlížeče Internet Explorer.
- Microsoft Windows Mail – byl jednoduchý poštovní klient, původně známý jako Outlook Express. Od Windows 98 byl součástí systému Windows, nebo v podobě upgrade s prohlížečem Internet Explorer. Ve Windows Vista nahrazen aplikací Windows Mail.
- Microsoft FrontPage – byla aplikace pro vytváření webových stránek v HTML od roku 1997 – 2006  (verze Office 2007 ji již neobsahovala a byla nahrazena aplikací Microsoft SharePoint Designer nebo Microsoft Expression Web)
- Microsoft Expression Web – je již nepodporovaný program s ukončeným vývojem, pro vývojáře a webdesignery webových aplikací. Byl k dispozici do verze Windows Vista.
- Microsoft Visual Studio – sada vývojových nástrojů, která slouží k vytváření aplikací.
- Microsoft Dynamics – řada integrovaných podnikových řešení, které jsou od roku 2008 také on-line hostované
- Microsoft AXAPTA/AX – podnikové CRM včetně účetnictví, skladu apod.
- Microsoft Flow – online nástroj pro automatické propojování různých služeb třetích stran pomocí API[12]

### Datové formáty

#### Formáty balíku Microsoft Office
Původní sada binárních formátů Microsoft Office zahrnuje formátované textové dokumenty .DOC otevírané v aplikaci Word, tabulky XLS aplikace Excel a celoobrazovkové prezentace aplikace PowerPoint.
Sada formátů Office Open XML (zkráceně OOXML, roku 2008 schválen jako ISO/IEC 29500:2008) má název podobný standardu OpenDocument (ODF) z dílny organizace OASIS (roku 2006 schválen jako ISO/IEC 26300:2006). Zatímco OOXML je dominantní na poli programů Microsoftu (výchozí formát od roku 2007), ODF je výchozím formátem konkurenčních kancelářských balíků OpenOffice.org, Koffice a dalších.
OOXML zahrnuje mimo jiné formáty textového dokumentu DOCX, tabulkového sešitu XSLX a počítačové prezentace PPTX.

#### Další datové formáty
- ANI – animovaný kurzor myši (ukazatele)
- BMP – formát rastrových obrázků

### Xbox Game Studios
Přestože počítačové hry nebyly hlavním zaměřením společnosti Microsoft, neznamená to, že se jimi nezabývá. V roce 2022 byla založena divize zaměřující se na herní produkty pod názvem Microsoft Gaming a v roce 2023 získala společnost Activision Blizzard, která se specializovala taktéž na videohry.
Ještě předtím Microsoft vydal původně několik her, mezi které patří například:
- Zoo Tycoon (budovatelská strategie)
- Age of Empires (historická realtimová strategie)
- Rise of Nations (strategická)
- Flight Simulator
- Combat Flight Simulator
- Train Simulator
- HALO
- Gears of War, Gears of War 2, Gears of War 3
- Minecraft

Microsoft tyto hry nevyvinul. Většinou figuroval jako jejich vydavatel a v případě úspěchu provedl případnou akvizici vývojářské společnosti.
Microsoft poskytuje studentské slevy na některé své produkty.

### API

#### C++ AMP
V červnu 2011 na FDS (Fusion Developer Summit) oznámil Microsoft započatý vývoj na vlastní GPGPU API pojmenovaném C++ AMP (C++ Accelerated Massive Parallelism), které bude součástí další verze Visual Studia. Nové API vzniklo, aby se zjednodušilo programování pro GPGPU a začalo se používat i u programů s menším počtem vývojářů. K akceleraci bude využívat API DirectX.

## Hardware
Přestože je Microsoft především softwarovou společností, nabízí a nabízel rovněž řadu produktů z kategorie hardware. Produkuje vlastní příslušenství k počítačům (2025), řadu tabletů Surface a herní konzole Xbox.

### Surface
Microsoft Surface je značka tabletů a notebooků od společnosti Microsoft. 
V současné době (2025) se vyrábí tablety Surface Pro (11. generace) s 12" a 13" dotykovou obrazovkou s integrovanou umělou inteligencí AI s operačním systémem Windows 11. K produktu je možné dokoupení externí klávesnice.
V nabídce jsou také (2025) notebooky Surface Laptop s displeji 13", 13,8" a 15" s předinstalovaným operačním systémem Windows 11.

## Příslušenství
Společnost také vyrábí klávesnice, headsety nebo bezdrátové ovladače herních konzolí.

### Xbox
Tato herní konzole vznikla původně jako reakce na konkurenční produkt PlayStation 2, i když opravdovým konkurentem pro společnost Sony byl až výrobek nazvaný Xbox One.
V současné době (2025) jsou nejnovější produkty prodávané pod názvy Xbox Series X a Series S. K dispozici je v prodeji ke konzolím i řada her na webových stránkách společnosti.

## Původně nabízený hardware

### Zařízení Nokia
Divizi Devices and Services odkoupil Microsoft od společnosti Nokia v roce 2013. Stavěl tehdy na základech kdysi největšího výrobce telefonů, u základních modelů si dokonce ponechal původní značku Nokia, telefony Lumia ale byly označeny logem společnosti Microsoft. Ve výrobě byly i klasické tlačítkové telefony, telefony Asha s platformou Series 40 a telefony Lumia s operačním systémem Windows Phone.
Mobilní telefony již (2025) nejsou v nabídce společnosti.

### Microsoft Band
Chytrý náramek Microsoft Band, byla řada produktů postavená na cloudové platformě Microsoft Health, byl představen 30. října 2014. Prodávala se v letech 2014 - 2016. Jednalo se převážně o zařízení určené ke sledování zdravotních funkcí ve sportu nebo ke sledování polohy, náramek ale také uměl zobrazovat upozornění z telefonu, odpovídal na textové zprávy nebo odmítal příchozí hovory. Bylo možné jej také ovládat pomocí hlasové asistentky Cortana.
Jeho velkou výhodou byla jeho multiplatformnost. Spolupracoval se systémy Windows Phone, iOS i Android. Platforma Health navíc uměla spolupracovat s ostatními hodinkami, jako například Apple Watch nebo FitBit.
V roce 2019 byla ukončena podpora produktu.

### Další hardware
Dalším hardwarem firmy byl například hudební přehrávač Zune, který společnost vyráběla mezi lety 2006–2011.

## Současnost

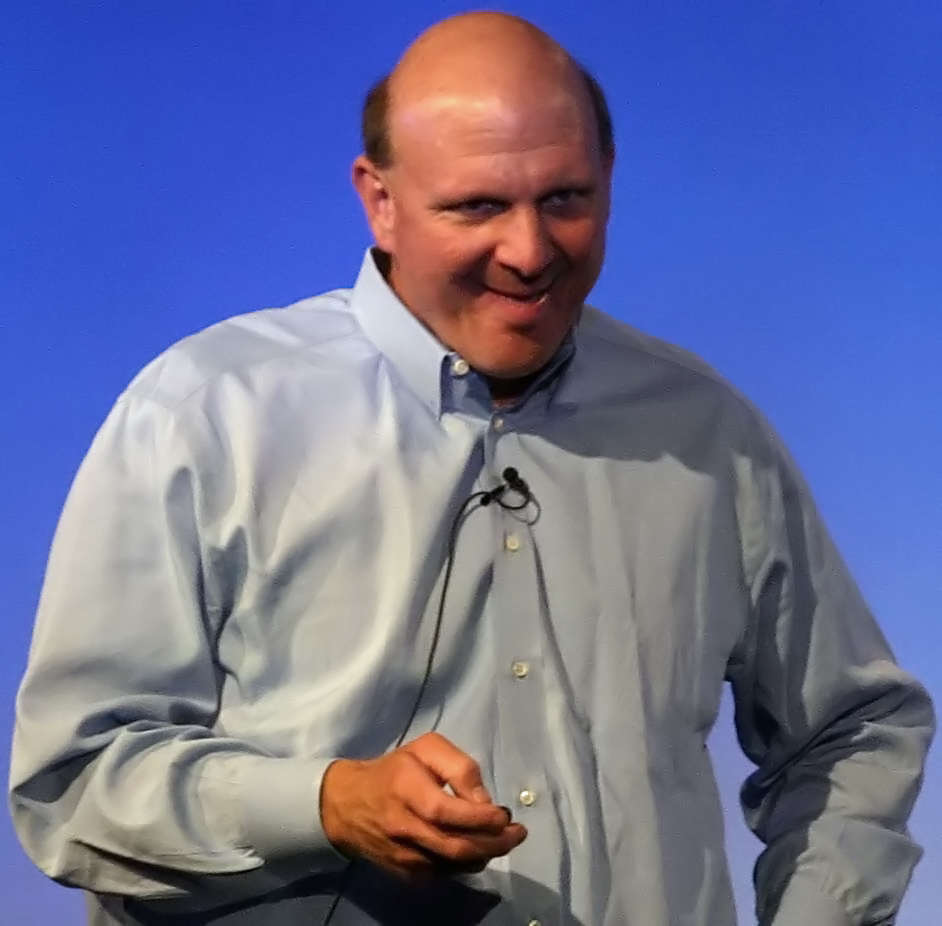
Steve Ballmer

### Soudní spory
V současnosti mají stěžejní produkty Microsoftu – Microsoft Windows a Microsoft Office – výrazně většinový podíl na trhu. Propojováním dalších svých aplikací k těmto produktům se Microsoft někdy dopouští chování, které poškozuje konkurenční prostředí. Za to byl několikrát žalován a v některých případech shledán vinným. Příkladem je propojení multimediálního přehrávače Microsoft Windows Media Player s operačním systémem Microsoft Windows, díky čemuž získal Microsoft konkurenční výhodu při prosazování vlastních video a audio formátů (WMA, WMV). Evropská unie ho za to pokutovala a Microsoft musel upravit své produkty, případně prodávat v EU jiné verze.
Některá tvrzení o poškozování trhu se opírají o tzv. „Halloween documents“ – sérii interních dokumentů Microsoftu, jak čelit sílící konkurenci ze strany svobodného softwaru.

### Nejnovější software
V současnosti (květen 2025) je hlavní aktuální software společnosti Microsoft následující:
- Windows 11 – operační systém pro desktopové počítače a tablety, nejnovější verze systému
- Windows 10 – operační systém pro desktopové počítače a tablety, zastaralá stále podporovaná verze systému.
- Windows Server 2025 – operační systém pro serverové platformy.
- Microsoft Office 2024 – kancelářský balík Office.
- Visual Studio Code – editor zdrojového kódu.
- Microsoft 365 - pro jednotlivce a domácnosti (obsahuje kancelářský balík Office, uložení 1 TB dat pro jednotlivce na cloud OneDrive, umělou inteligenci Copilot)
- Microsoft Outlook – emailový klient.
- Microsoft Edge – webový prohlížeč.
- Microsoft Bing – internetový vyhledávač.
- Microsoft Copilot – chatbot umělé inteligence.
- Microsoft Teams – aplikace pro videohovory, textovou komunikaci a schůzky (náhrada aplikace Skype)
- Microsoft Clipchamp – aplikace pro úpravu a stříhání videa.
- Windows Skener – aplikace pro scanování dokumentů.
- Microsoft Loop – aplikace pro správu projektů a organizací poznámek.
- Microsoft Defender – antivirový program. Microsoft antivirus, bezplatný program je součástí operačního systému Windows 11. Je to program na odstranění škodlivého software z počítače nebo tabletu.
- Microsoft Zprávy (zprávy z celého světa i z domova portál využívající webový portál MSN.com), zprávy, počasí, doprava, sport, politika, zábava a kultura.
- Microsoft Remote Desktop – aplikace pro vzdálenou správu počítače.
- Microsoft Forms – aplikace pro vytváření kvízů, anket a hlasování.
- Viva Engage - zapojení celé firemní korporace nebo organizace do videokonferencí video hovorů nebo do kompletních firemních školeních se zapojením všech zaměstnanců a to přes počítače.
- Visual Studio Code – editor zdrojového kódu.
- Microsoft Fotografie – prohlížeč fotografií.

### Předchozí verze software
Na přelomu let 2006/2007 byly na trh uváděny Windows Vista v sedmi verzích. Největší novinkou tohoto operačního systému bylo nové grafické rozhraní Aero, které nabízelo průhledná a 3D okna a další grafické efekty. Dále byla zlepšena bezpečnost a mnoho dalších funkcí včetně vyhledávání, organizace souborů aj. Microsoft také vydal později vydal řadu operačních systémů Windows 7, Windows 8 a Windows 10. Od června 2021 byl oficiálně prezentován společností Microsoft nejnovější operační systém Windows 11 (šlo si stáhnout z Microsoftu již zkušební verze Windows 11, od dne 5.10.2021 je Microsoft Windows 11 je postupně aktualizován, více na oficiálních stránkách Microsoftu. Kancelářské programy Microsoft Office 2019, Microsoft Office 2024 a Microsoft 365. Již řadu let Microsoft nabízí řadu programů pro učení či práci z počítače na dálku (distanční práce nebo vzdělání, výuka), během pandemie covidu-19 se služby a nabídky společnosti Microsoft (distanční výuka a práce) ještě rozšířily a Microsoft nabízí i spolupráce a vzdělávání pro školy, učitele a studenty pomocí programů které nabízí dokonce i bezplatně. Další varianty Microsot corp. společnosti jsou programy pro firmy a korporace, kdy program se Microsoft program učí a postupně automatizuje.
Microsoft corp, v roce (2008) používal také verze:
- Windows Server 2008 – nová verze serverového operačního systému s podporou virtualizace Hyper-V[15]
- Služby Windows Live – služby pro komunikaci a sdílení informací napříč platformami[16]
- Microsoft Dynamics – podnikový informační systém a nástroje pro řízení zákaznických vztahů (CRP a ERP)[17]

Microsoft corp, v letech (12.2019- 2021) používal také :
- Microsoft ve vzdělávání, školství, školy, učitelé a studenti
- Microsoft Azure ve vzdělávání
- Microsoft Education for school - (vzdělávání pro školy, studenty a učitele a to formou jak klasické výuky za použití Microsoft tak i formou distanční výuky (výuka na dálku), za pomocí Microsoft Education for school, podobná aplikace Microsoft (Teams, Viva, Yammer) je i pro podniky, firmy, korporace a státní správu  a to jak při použití v práci tak i prostřednictvím distančního zaměstnání nebo práce na dálku, zaměstnání na dálku, Home Office.
- Microsoft pro firmy a státní správu
- Microsoft Xbox – herní konzole, (perfektní grafika překračuje meze virtuální reality, vysoký výkon procesoru, vynikající hratelnost a ovladatelnost, špičková technická podpora, Xbox herní konzole a hry jsou dostupné v obchodech nebo na oficiálních stránkách Microsoft.

#### API
- Microsoftu OpenCL a CUDA nevoní, vydává C++ AMP